# 欧巴扎
欧巴扎（法語：Aubazat，法語發音：[obaza]）是法国上卢瓦尔省的一个市镇，位于该省西部，属于布里尤德区。

## 地理
欧巴扎（45°8'21"N, 3°26'16"E）面积16.38 平方千米，位于法国奥弗涅-罗讷-阿尔卑斯大区上盧瓦爾省，该省份为法国中南部省份，北起多姆山省和卢瓦尔省，西接康塔爾省，南至洛泽尔省，东临阿尔代什省。
与欧巴扎接壤的市镇（或旧市镇、城区）包括：阿尔莱、塞尔扎、希亚克、费吕萨克、朗雅克、拉武特希亚克、阿列河畔马泽拉、圣西尔格。

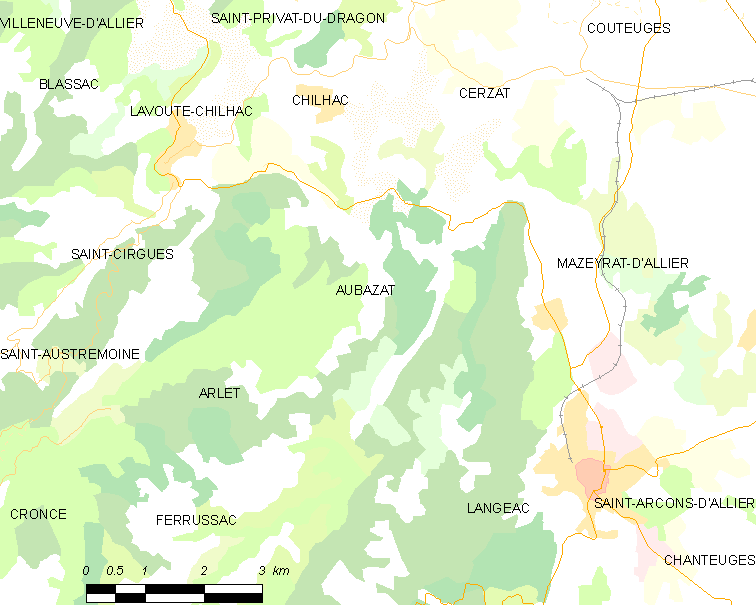
欧巴扎的OSM定位图

欧巴扎的时区为UTC+01:00、UTC+02:00（夏令时）。

## 行政
欧巴扎的邮政编码为43380，INSEE市镇编码为43011。

## 政治
欧巴扎所属的省级选区为拉法耶特地区县。

## 人口

1962-2008年间欧巴扎人口变化图示

欧巴扎于2022年1月1日时的人口数量为177人。